# La Redoute (wielerploeg)
La Redoute was een Franse wielerploeg, opgericht in 1979 en opgeheven in 1985. 

## Bekende ex-renners
- Robert Alban
- Pierre Bazzo
- Alain Bondue
- Thierry Claveyrolat
- Mariano Martinez
- Stephen Roche
- Paul Sherwen
- Régis Simon
- Bernard Vallet
- Ferdi Van Den Haute
- Jean-Luc Vandenbroucke

Franse wielerploeg La Redoute: 1979–1985
Bazzo ·
Cabare ·
Durant ·
Jourdan ·
Le Menn ·
Macé ·
Martínez ·
Michel ·
Muselet ·
Patritti ·
Pescheux ·
Pipart ·
Poirier ·
Rosiers ·
Vallet ·
Vanoverschelde
Alban ·
Bazzo ·
Demeyre ·
Durant ·
Jourdan ·
Le Menn ·
Martínez ·
Michel ·
Muselet ·
Pescheux ·
Pipart ·
Poirier ·
Rosiers ·
Sherwen ·
Vallet ·
Van Den Haute ·
Vandenbroucke ·
Vanoverschelde · 
Bondue (stagiair)
Alban ·
Bazzo ·
Bondue ·
Demeyre ·
Durant ·
Guyot ·
Jourdan ·
Larpe ·
Martínez ·
Michel ·
Pescheux ·
Sherwen ·
Vallet ·
Van Den Haute ·
Vandenbroucke ·
Vanoverschelde
Alban ·
Bazzo ·
Bondue ·
De Muynck ·
De Wilde ·
Demeyre ·
Dithurbide ·
Durant ·
Guyot ·
Jourdan ·
Larpe ·
Maas ·
Sherwen ·
Simon ·
Vallet ·
Van Den Haute ·
Vandenbroucke ·
Vanoverschelde
Alban ·
Biondi ·
Bondue ·
Corre ·
De Maerteleire ·
De Muynck ·
De Wilde ·
Dithurbide ·
Gallopin ·
Guyot ·
Jourdan ·
Levavasseur ·
Sherwen ·
Simon ·
Vallet ·
Van Den Haute ·
Vandenbroucke ·
Vanoverschelde
Alban ·
Arnaud ·
Barrault ·
Beau ·
Biondi ·
Bondue ·
Braun ·
Campion ·
De Wilde ·
Delaurier ·
Le Bon ·
Levavasseur ·
Roche ·
Sherwen ·
J. Simon ·
R. Simon ·
Van Den Haute ·
Vandenbroucke ·
Vanoverschelde
Barrault ·
Beau ·
Bondue ·
Campion ·
Delaurier ·
Claveyrolat ·
Gauthier ·
Le Bigaut ·
Menthéour ·
Roche ·
Sherwen ·
J. Simon ·
R. Simon ·
Van Den Haute ·
Vandenbroucke ·
Vermote